# MRT 2 Sat
MRT 2 Sat  je druhá satelitní stanice Makedonského rozhlasu a televize. Program začal vysílat v říjnu 2012 jako druhý satelitní program MRT 2.
Od roku 2012, s uvedením satelitního vysílání MRT 2 Sat, vysílá pro menšinové komunity v zemi. Vysílá v albánštině, turečtině, a emise srbské, romské, valaštině a bosenském jazyce. Vysílání 24 hodin programuu, na rozdíl od MRT 2, který vysílá od 7 hodin ráno do 01:30 večer. Program se vysílá na satelitech Eutelsat a Galaxy, také kanál nabízí T-Mobile Makedonie a Max TV.